# Dværgenes konge
Dværgenes konge er en fransk eventyrtegneserie. Tekst af Bruno Chevalier, tegninger af Thierry Ségur.

## Resume
Da dværgenes konge er død, siger sagnet, at en ny konge skal findes i Ewandors rige, langt fra dværgenes eget land. De tre dværge Aren, Noren og Oten drager af sted for at finde ham, men verden udenfor dværgenes rige er ukendt og farlig for dem, og de danner snart bekendtskab med en udspekuleret landevejsridder ved navn Firfin, der tilbyder dem sin hjælp som fører. Senere støder den mindre kloge, men meget stærke lejesoldat Morkai til dem, hvilket giver dem en mere kontant beskyttelse mod omverdenen.

## Links
Artikel på ComicWiki Arkiveret 11. marts 2007 hos  Wayback Machine